# Halstroff
Ne doit pas être confondu avec Hastroff ou Helstroff.
Halstroff est une commune française située dans le département de la Moselle en région Grand Est.

## Géographie
| Kirschnaumen |           | Rémeling         |
|              | Halstroff | Grindorff-Bizing |
| Laumesfeld   |           | Waldweistroff    |

### Hydrographie
La commune est située dans le bassin versant du Rhin au sein du bassin Rhin-Meuse. Elle est drainée par le ruisseau Remel et le ruisseau le Hermes.
Le Remel, d'une longueur totale de 15,2 km, prend sa source dans la commune de Kirschnaumen et se jette  dans la Nied en Allemagne, après avoir traversé six communes.

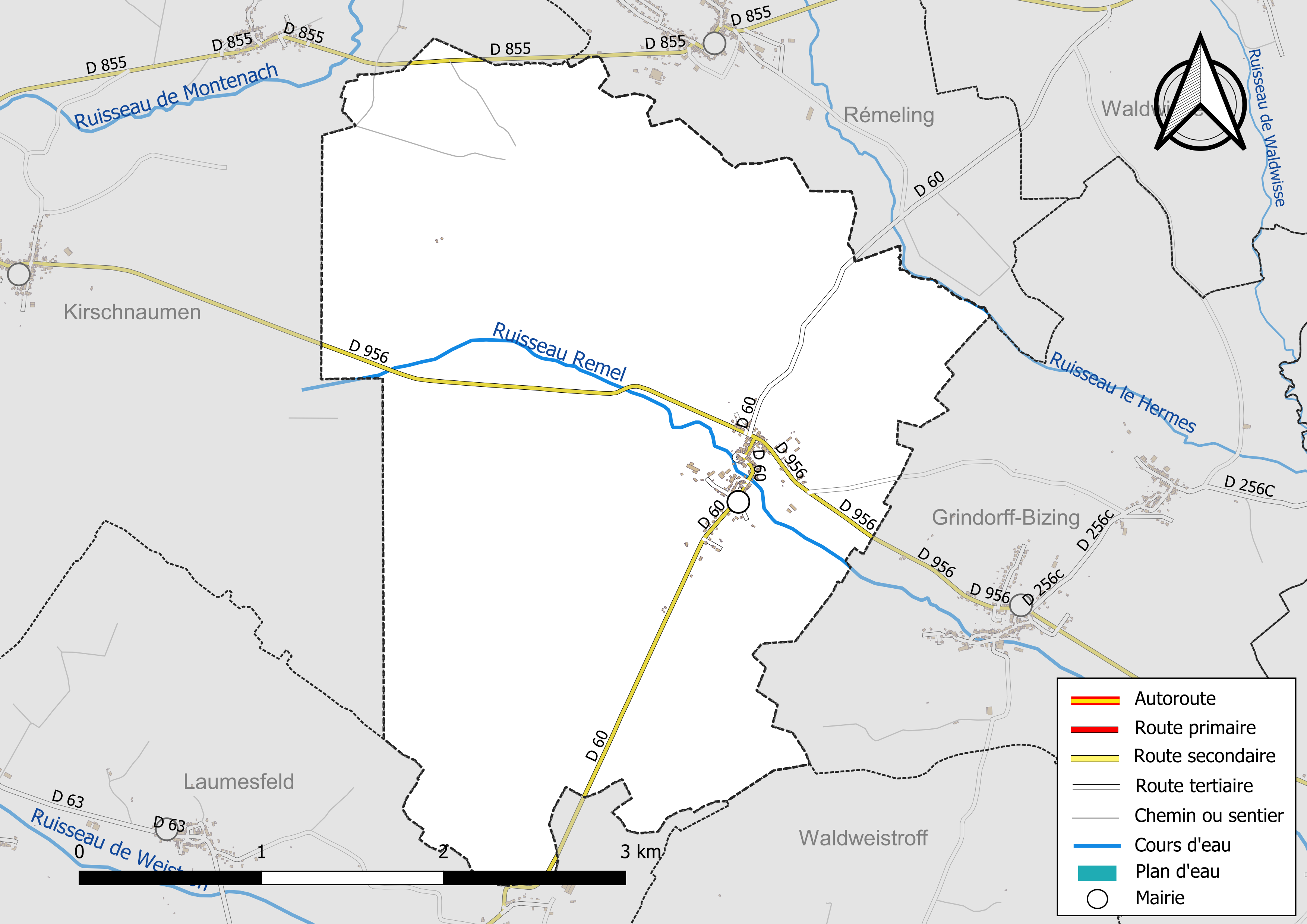
Réseaux hydrographique et routier d'Halstroff.

La qualité des eaux des principaux cours d’eau de la commune, notamment du ruisseau Remel, peut être consultée sur un site spécial géré par les agences de l’eau et l’Agence française pour la biodiversité.

### Climat
Pour des articles plus généraux, voir Climat du Grand Est et Climat de la Moselle.
En 2010, le climat de la commune est de type climat des marges montargnardes, selon une étude du Centre national de la recherche scientifique s'appuyant sur une série de données couvrant la période 1971-2000. En 2020, Météo-France publie une typologie des climats de la France métropolitaine dans laquelle la commune est exposée à un climat semi-continental et est dans la région climatique  Lorraine, plateau de Langres, Morvan, caractérisée par un hiver rude (1,5 °C), des vents modérés et des brouillards fréquents en automne et hiver. 
Pour la période 1971-2000, la température annuelle moyenne est de 9,4 °C, avec une amplitude thermique annuelle de 16,7 °C. Le cumul annuel moyen de précipitations est de 884 mm, avec 12,7 jours de précipitations en janvier et 9,5 jours en juillet. Pour la période 1991-2020, la température moyenne annuelle observée sur la station météorologique de Météo-France la plus proche, « Malancourt », sur la commune d'Amnéville à 29 km à vol d'oiseau, est de 10,2 °C et le cumul annuel moyen de précipitations est de 884,1 mm. 
La température maximale relevée sur cette station est de 39,3 °C, atteinte le 25 juillet 2019 ; la température minimale est de −17,9 °C, atteinte le 5 janvier 1985,,. 
Les paramètres climatiques de la commune ont été estimés pour le milieu du siècle (2041-2070) selon différents scénarios d'émission de gaz à effet de serre à partir des nouvelles projections climatiques de référence DRIAS-2020. Ils sont consultables sur un site spécial publié par Météo-France en novembre 2022.

## Urbanisme

### Typologie
Au 1er janvier 2024, Halstroff est catégorisée commune rurale à habitat dispersé, selon la nouvelle grille communale de densité à sept niveaux définie par l'Insee en 2022.
Elle est située hors unité urbaine. Par ailleurs la commune fait partie de l'aire d'attraction de Luxembourg (partie française), dont elle est une commune de la couronne,. Cette aire, qui regroupe 115 communes, est catégorisée dans les aires de 700 000 habitants ou plus (hors Paris),.

### Occupation des sols
L'occupation des sols de la commune, telle qu'elle ressort de la base de données européenne d’occupation biophysique des sols Corine Land Cover (CLC), est marquée par l'importance des forêts et milieux semi-naturels (64,1 % en 2018), une proportion sensiblement équivalente à celle de 1990 (64,2 %). La répartition détaillée en 2018 est la suivante : 
forêts (64,1 %), terres arables (20,8 %), prairies (12,6 %), zones urbanisées (2,6 %). L'évolution de l’occupation des sols de la commune et de ses infrastructures peut être observée sur les différentes représentations cartographiques du territoire : la carte de Cassini (XVIIIe siècle), la carte d'état-major (1820-1866) et les cartes ou photos aériennes de l'IGN pour la période actuelle (1950 à aujourd'hui).

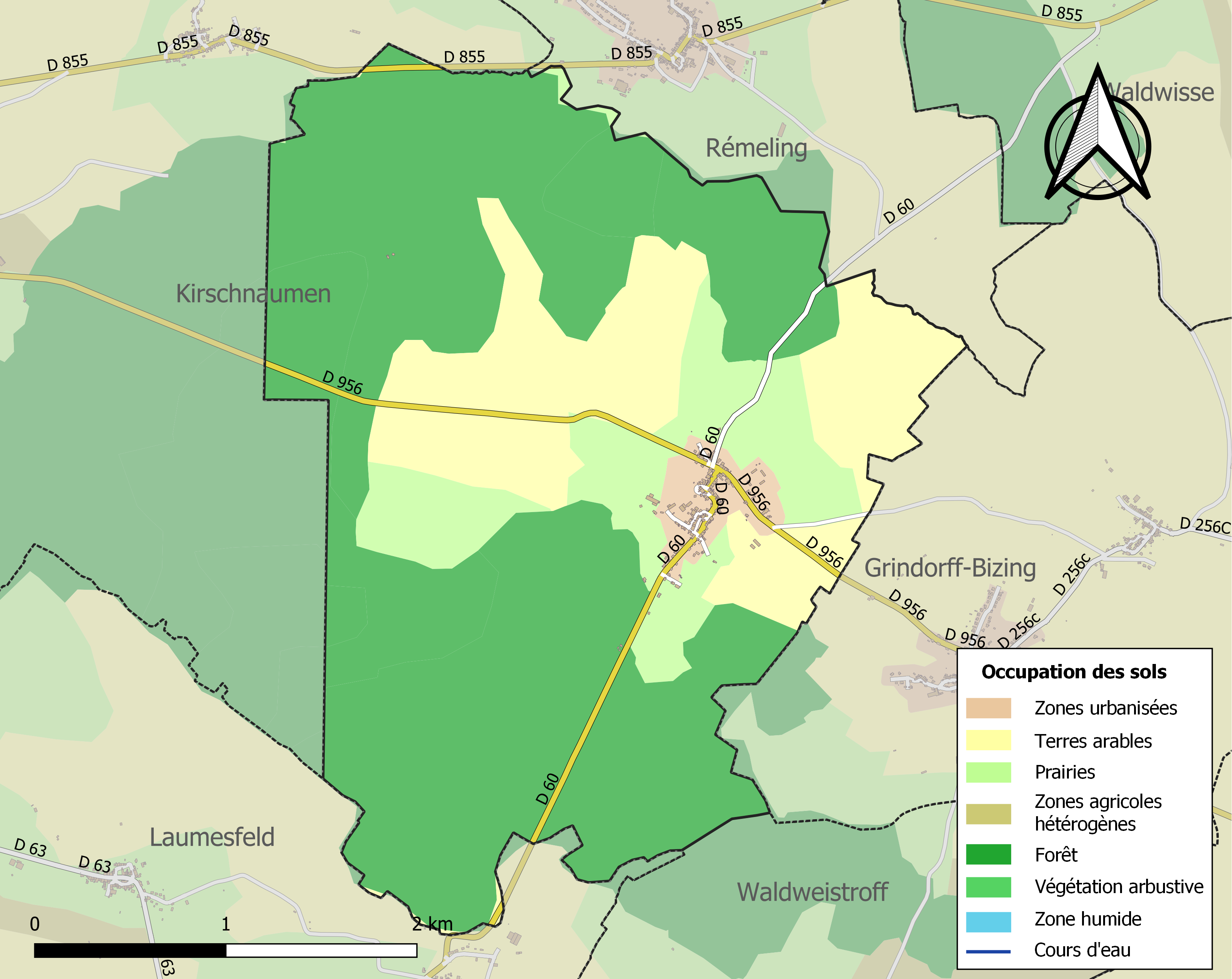
Carte des infrastructures et de l'occupation des sols de la commune en 2018 (CLC).

## Toponymie
- Halistroff (1256), Halestroff (1322), Halmerstorf (1469), Halsstorf (1594), Hailstorff (1661), Halsdorf (1681), Holstroff (1706), Holz oder Halsdorf (XVIIIe siècle), Halstroff (1793), Halsdorf (1871-1918).
- En francique lorrain : Holschtroff, Hoolschtroff et Huelschdrëf.

### Sobriquets
Sobriquets anciens désignant les habitants de la commune :
- Di Hoolschtrowwer Ochsen (les bœufs d'Halstroff). Di Hoolschtrowwer Biddeseecherten (ceux qui urinent dans les cuves).

## Histoire
- Dépendait de l'ancien archevêché de Trèves.
- Vieux domaine de l'abbaye de Rettel.
- Fief lorrain au XVIe siècle aux Valcourt, Sierck, Moncler.
- Entièrement détruit en 1635 ; était encore abandonné en 1681.

## Politique et administration
| Période                                  | Période   | Identité           | Étiquette | Qualité |
| ---------------------------------------- | --------- | ------------------ | --------- | ------- |
| 1960                                     | mars 1983 | Paul Maas          |           |         |
| mars 1983                                | mars 2008 | Edmond Ripplinger  |           |         |
| mars 2008                                | mars 2014 | Raymond Niedercorn |           |         |
| mars 2014                                | mars 2026 | Christian Sommen   |           |         |
| Les données manquantes sont à compléter. |           |                    |           |         |

## Démographie
L'évolution du nombre d'habitants est connue à travers les recensements de la population effectués dans la commune depuis 1800. Pour les communes de moins de 10 000 habitants, une enquête de recensement portant sur toute la population est réalisée tous les cinq ans, les populations de référence des années intermédiaires étant quant à elles estimées par interpolation ou extrapolation. Pour la commune, le premier recensement exhaustif entrant dans le cadre du nouveau dispositif a été réalisé en 2008.

En 2022, la commune comptait 296 habitants, en évolution de −7,5 % par rapport à 2016 (Moselle : +0,52 %, France hors Mayotte : +2,11 %).
| 1800 | 1806 | 1926 | 1931 | 1936 | 1946 | 1954 | 1962 | 1968 |
| ---- | ---- | ---- | ---- | ---- | ---- | ---- | ---- | ---- |
| 156  | 269  | 285  | 269  | 260  | 194  | 183  | 204  | 358  |

| 1975 | 1982 | 1990 | 1999 | 2006 | 2008 | 2013 | 2018 | 2022 |
| ---- | ---- | ---- | ---- | ---- | ---- | ---- | ---- | ---- |
| 393  | 313  | 281  | 286  | 283  | 282  | 321  | 306  | 296  |

## Culture locale et patrimoine

### Lieux et monuments
- Traces d'un château romain.
- Ferme d'Halstroff.
- Château et ferme appelés Forgetville, construits en 1736 par Charles Gaspard Forget de Barst, prévôt et subdélégué de Bouzonville[18]; détruits au début XIXe siècle; ruines.
- Moulin des Sorcières.

#### Édifices religieux

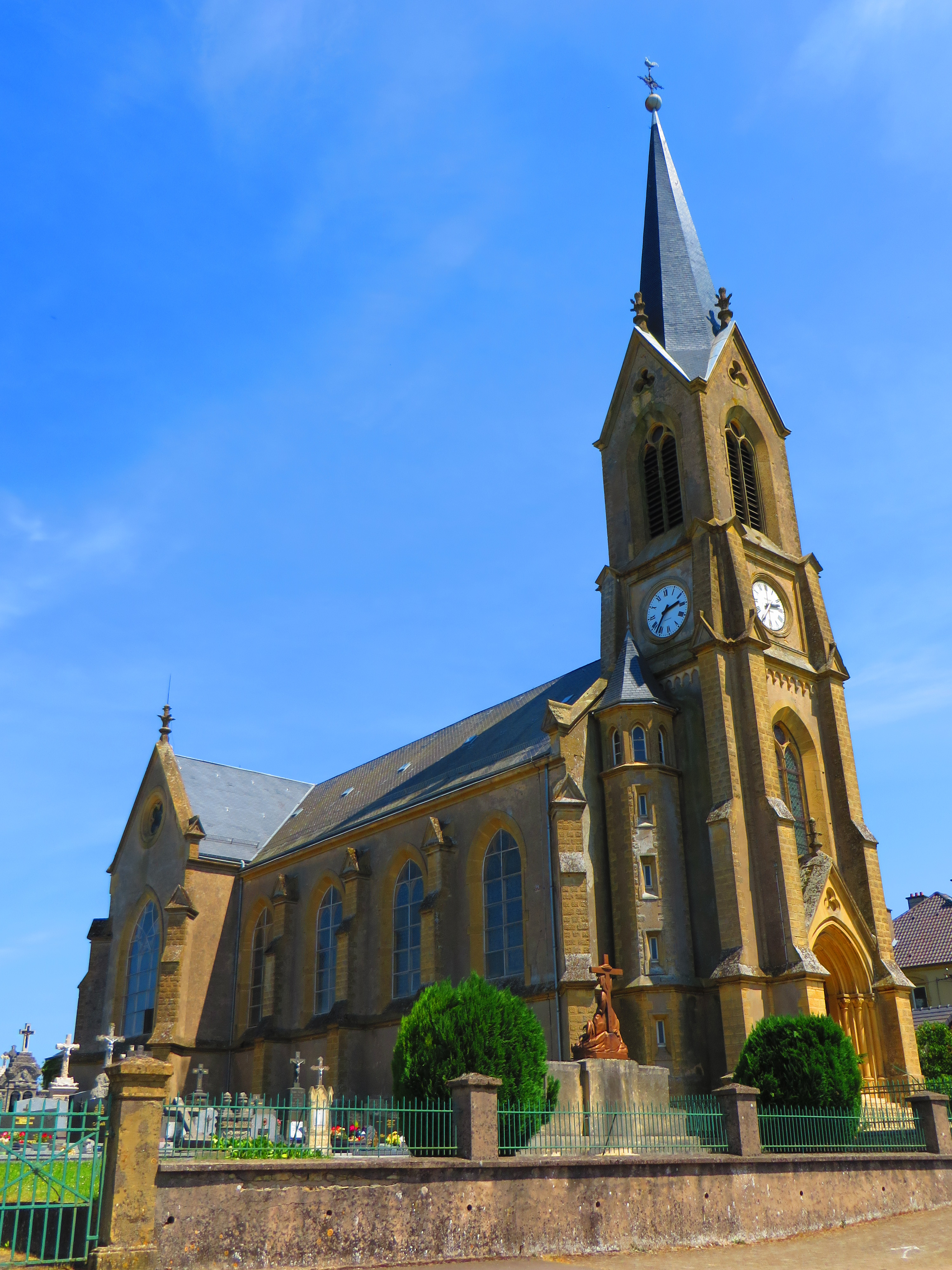
Église Saint-Pierre-Saint-Paul.

- Église paroissiale Saint-Pierre-Saint-Paul, vocable saint Pierre saint Paul avec clocher roman rond. De l'église primitive, la tour clocher fut conservée en 1756 lorsque les bénédictins de l'abbaye de Bouzonville reconstruisirent l'église. Celle-ci fut détruite en 1898 lors de la construction d'une nouvelle église paroissiale à la sortie est du village. À son emplacement un calvaire fut érigé en 1914
- Église paroissiale néo-gothique Saint-Pierre-Saint-Paul, vocable saint Pierre saint Paul ; église construite en 1898, consacrée en 1900 ; remplace l'ancienne église paroissiale située au milieu du village et détruite au moment de sa construction
- Calvaire élevé en 1914 à l'emplacement de l'ancienne église paroissiale

### Héraldique
| Blason de Halstroff | Blason  | D'azur à la croix latine d'or sur un mont de trois coupeaux du même, accostée des deux lettres capitales S d'or. |
| Blason de Halstroff | Détails | Le statut officiel du blason reste à déterminer.                                                                 |